# Verordnung optische Strahlung
Die österreichische Verordnung über den Schutz der Arbeitnehmer/innen vor der Einwirkung durch optische Strahlung (Verordnung optische Strahlung – VOPST) ist eine Detailverordnung zum ASchG. Die VOPST deckt den Arbeitnehmerschutz bei optischer Strahlung in Österreich ab. Sie stellt die österreichische Umsetzung der EU-Richtlinie 2006/25/EG dar.

## Überblick
Die VOPST regelt den Arbeitnehmerschutz, sobald optische Strahlung am Arbeitsplatz auftritt. Dabei umfasst der Begriff optische Strahlung die Bereiche
- UV,
- Licht und
- IR.

Diese Strahlung kann aus
- künstlichen Quellen („vom Menschen gemacht“) oder
- natürlichen Quellen (hauptsächlich die Sonnenstrahlung)

kommen. Zu den künstlichen Quellen gehört auch die Laserstrahlung und ist somit von der VOPST erfasst, obwohl es aufgrund der Eigenschaften und unterschiedlichen Normungsgeschichte eigene Grenzwerte gibt. Dies spiegelt sich auch in den beiden Anhängen wider, in denen Expositionsgrenzwerte für den Arbeitsschutz definiert sind.
- Anhang A: Expositionsgrenzwerte für Breitbandstrahler (inkohärente optische Strahlung)
- Anhang B: Expositionsgrenzwerte für Laser (kohärente optische Strahlung)

## Anwendungsbereich
Die VOPST ist anzuwenden
- in Arbeitsstätten
- auf Baustellen
- an auswärtigen Arbeitsstellen

## Umsetzung
Die VOPST fordert grundsätzlich eine Gefährdungsbeurteilung. Diese ist
- für alle Arbeitsplätze, an denen optische Strahlung auftritt
- ohne Ausnahme von Trivialquellen
- nach dem Stand der Technik
- mit ausreichender Fachkunde
- unter Berücksichtigung des STOP-Prinzips

durchzuführen.

## Fachkunde
Der Arbeitgeber hat dafür zu sorgen, dass die Gefährdungsbeurteilung mit ausreichender Fachkunde vorgenommen wird. Konkrete Angaben dazu gibt es nicht. Jedenfalls muss die Fachkunde dem Gefährdungspotential angemessen sein.

## Kennzeichnung
Eine Kennzeichnung ist erforderlich, wenn Expositionsgrenzwerte durch Strahlung aus künstlichen Quellen überschritten sind. Die Kennzeichnung muss deutlich erkennbar sein. Dabei ist darauf zu achten, dass vor dem Zugang zum Gefahrenbereich diese Kennzeichnung erkannt wird.
Kennzeichnung von Gefährdungen nach VOPST (mit Symbolen aus der KennV):

Hinweis zur konkreten Gefährdung
Hinweis auf optische Strahlung
Hinweis mit Daten zur Laserstrahlung

Gebotsschilder für das Tragen von PSA:

Augenschutz benutzen
Gesichtsschutzschild benutzen
Schutzhandschuhe benutzen
Schutzkleidung benutzen

## Gefährdungsbeurteilung (Evaluierung)
Der Arbeitgeber ist nach dem ASchG verpflichtet, eine Gefährdungsbeurteilung durchzuführen. Im Bereich der optischen Strahlung betrifft das alle Expositionen durch optische Strahlung. Damit ist quasi jeder Arbeitsplatz hinsichtlich der VOPST zu evaluieren.

### Gefährdungsbeurteilung für optische Strahlung auskünstlichenQuellen
Es gelten die in Anhang A und Anhang B festgelegten Expositionsgrenzwerte. Wenn diese Expositionsgrenzwerte eingehalten werden, so ist der Arbeitnehmer vor gesundheitsschädlichen Auswirkungen durch optische Strahlung geschützt. Es kann der Leitfaden für künstliche optische Strahlung des ZAI zur Beurteilung herangezogen werden.

#### Gefährdungsbeurteilung für Breitbandstrahler (Leuchten, Lampen, ...)
Folgende Grenzwerte kommen in Frage:
1. Aktinisches UV: Heff = 30 J/m2 innerhalb von 8 Stunden
2. UVA: HUVA = 10000 J/m2 innerhalb von 8 Stunden
3. Blaulichtgefahr
4. Netzhaut thermisch
5. Netzhaut thermisch bei schwachem visuellem Stimulus
6. Hornhaut thermisch
7. Haut thermisch

Im konkreten Anwendungsfall kann man sich oftmals aufgrund der Exposition auf 1 oder 2 limitierende Grenzwerte konzentrieren.
Eine Möglichkeit ist auch die Beurteilung nach Risikoklassen gem. EN 62471.

#### Gefährdungsbeurteilung für Laser
Der Laser sendet kohärente optische Strahlung aus. Die Grenzwerte hängen von der Wellenlänge und der Dauer der Einwirkung ab. Eine vereinfachte und praxistaugliche Beurteilung nach dem Stand der Technik ermöglichen die Laserklassen. Grundsätzlich ist vom Hersteller die Angabe der Laserklasse, der Wellenlänge des Lasers, der Leistung und evtl. weiterer Verhaltensregeln für den Arbeitnehmer erforderlich.
Für ältere Maschinen, die noch das ANSI-System der Laserklassifizierung verwenden, gibt es einen Erlass des ZAI, um diese Laserklassen dem aktuellen Schema zuordnen zu können und damit eine Evaluierung ermöglichen.

### Gefährdungsbeurteilung für optische Strahlung ausnatürlichenQuellen
Mit der Einbeziehung der Sonnenstrahlung geht die VOPST über die Mindestanforderungen der EU-Richtlinie 2006/25/EG hinaus.
Der Arbeitnehmer ist vor Sonnenstrahlung zu schützen. Eine Gefährdungsbeurteilung hat zu erfolgen. Expositionsgrenzwerte existieren nicht. Es ist eine Gefährdungsbeurteilung nach dem Stand der Technik durchzuführen. Als Stand der Technik gelten die Schattenregel, der UV-Index oder eine Abschätzung nach Tages- und Jahreszeit. Für die Beurteilung der Gefahr bei natürlicher optischer Strahlung kann der Leitfaden für natürliche optische Strahlung des ZAI herangezogen werden.
Besondere Faktoren, wie die Höhenlage eines Arbeitsplatzes, reflektierende Oberflächen (Wasser, Bleche, ...) usw. sind zu berücksichtigen.

## Schutz vor natürlicher optischer Strahlung (Sonnenschutz)
§10 der VOPST fasst sämtliche Vorschriften des ASchG zusammen, die für natürliche optische Strahlung in Frage kommen.
Grundsätzlich ist auch bei natürlicher optischer Strahlung eine Gefährdungsbeurteilung durchzuführen (z. B. nach dem Leitfaden des ZAI). Entsprechend dem Ergebnis sind Schutzmaßnahmen festzulegen und anzuwenden sowie das Personal zu unterweisen.
Nicht notwendig sind die Anwendung von Expositionsgrenzwerten, eine Klassifizierung, Abgrenzung und Kennzeichnung.

## Umsetzungen in anderen EU-Ländern
- DE: OStrV
- FR: Décret n° 2010-750 du 2 juillet 2010 relatif à la protection des travailleurs contre les risques dus aux rayonnements optiques artificiels
- IT: Decreto legislativo, n. 81/2008
- UK: The Control of Artificial Optical Radiation at Work Regulations 2010
- PL:
  - Rozporządzenie Ministra Pracy i Polityki Społecznej w sprawie bhp przy pracach związanych z ekspozycją na promieniowane optyczne z dnia 27 maja 2010 r. (Dz. U z 2010 nr 100 poz. 643)
  - Rozporządzenie Ministra Pracy i Polityki Społecznej z dnia 29 lipca 2010 r. zmieniające rozporządzenie w sprawie najwyższych dopuszczalnych stężeń i natężeń czynników szkodliwych dla zdrowia w środowisku pracy (Dz. U. z 2010 nr 141 poz. 950)
  - Rozporządzenie Ministra Zdrowia z dnia 8 grudnia 2010 r. zmieniające rozporządzenie w sprawie przeprowadzenia badań lekarskich pracowników, zakresu profilaktycznej opieki zdrowotnej nad pracownikami oraz orzeczeń lekarskich wydawanych do celów przewidzianych w Kodeksie pracy (Dz.U z 2010 nr 240 poz. 1611)
  - Rozporządzenie Ministra Zdrowia z dnia 2 lutego 2011 r. w sprawie badań i pomiarów czynników szkodliwych dla zdrowia w środowisku pracy  (DzU z 2011 nr 33 poz. 166).
- ES: REAL DECRETO 486/2010, de 23 de abril BOE nº 99, de 24 de abril
- SI: Uredba o varovanju delavcev pred tveganji zaradi izpostavljenosti umetnim optičnim sevanjem